# Presson
Presson (IPA: /presˈson/) è una frazione del comune di Dimaro Folgarida, in Trentino-Alto Adige.

## Storia
La prima citazione documentale di Presson è del 1182, di pochi anni successiva alla prima citazione della vicina Monclassico.
Durante il Regno d'Italia napoleonico Presson fu il capoluogo di un comune comprendente gli abitati di Dimaro, Carciato, Montes e Monclassico.
A seguito dell'annessione al Regno d'Italia a conclusione della prima guerra mondiale, è stato comune autonomo fino al 1928, quando venne aggregato a Dimaro. Nel 1953 venne distaccato dal comune di Dimaro quando venne istituito il comune di Monclassico con capoluogo Presson.

## Monumenti e luoghi d'interesse

### Architetture religiose
- Chiesa della Madonna di Loreto

## Cultura

### Eventi
- Festa patronale a Presson di Madonna del Carmine il 16 luglio (si festeggia la Domenica più prossima)

## Infrastrutture e trasporti
Presson dispone della Stazione di Dimaro-Presson che si trova sulla linea Trento-Malé-Mezzana.